# Paweł Waszkiewicz
Paweł Waszkiewicz – polski prawnik, doktor habilitowany nauk prawnych, nauczyciel akademicki Uniwersytetu Warszawskiego, specjalista w zakresie kryminalistyki, kryminologii, postępowania karnego i prawa konstytucyjnego.

## Życiorys
W 2004 uzyskał tytuł magistra prawa na Wydziale Prawa i Administracji Uniwersytetu Warszawskiego, zaś w 2005 na Wydziale Stosowanych Nauk Społecznych i Resocjalizacji Uniwersytetu Warszawskiego tytuł magistra socjologii. W 2008 na podstawie napisanej pod kierunkiem Ewy Gruzy rozprawy pt. Nowe środki prewencji kryminalnej na terenach zurbanizowanych otrzymał stopień naukowy doktora nauk prawnych nauk prawnych w zakresie prawa. Tam też w 2016 na podstawie dorobku naukowego oraz rozprawy pt. Traktat o dobrej prewencji kryminalnej uzyskał stopień doktora habilitowanego nauk prawnych w zakresie prawa, specjalność: prawo konstytucyjne, kryminalistyka, kryminologia, postępowanie karne. Został adiunktem Uniwersytetu Warszawskiego zatrudnionym w Katedrze Kryminalistyki Instytutu Prawa Karnego Wydziału Prawa i Administracji.